# Arescon mudigerensis
Arescon mudigerensis är en stekelart som beskrevs av Subba Rao 1989. Arescon mudigerensis ingår i släktet Arescon och familjen dvärgsteklar. Inga underarter finns listade.